# Луганский национальный аграрный университет
Луганский национальный аграрный университет (ЛНАУ, укр. Луганський національний аграрний університет) — государственное высшее учебное заведение Украины, IV уровня аккредитации. 
Луганский национальный аграрный университет осуществляет ступенчатую систему подготовки: «бакалавр — магистр». В 2014 году в связи с военными действиями на востоке Украины университет официально был переведен в Харьков. Часть профессорско-преподавательского состава, сотрудников и студентов не захотевшие переезжать на подконтрольную Украине территорию и остались учиться и работать в Луганске. С 2019 года Министерством образования и науки Украины было принято решение про возвращение Луганского национального аграрного университета в Луганскую и Донецкую области. Администрацией университета были определенны новые точки дислокации университета, данными точками стали обособленные подразделения ЛНАУ в городах: Старобельск, с.Веселое, Славянск, Константиновка, пгт Новопсков. Зачисленные раннее студенты продолжили обучение в Харькове на базе ХНАУ им. Докучаева. 24 ноября 2021 года ЛНАУ был окончательно ликвидирован путем присоединения его к ВНУ им. В. Даля, находящемся в Северодонецке

## История
15 июля 1920 года в селе Александровка (сейчас это город Александровск) начало свою работу сельхозучилище , и в нём был открыт подготовительный класс. В августе того же года училище стало сельскохозяйственной профшколой и подотделом Профессионального образования Донецкого губернского отдела народного образования началась в неё запись .
В апреле 1921 года луганская сельхозпрофшкола была реорганизована в техникум полеводства имени К. А. Тимирязева (сельскохозяйственный техникум), но уже в августе месяце того же года, из-за начавшегося в стране голода и недостатка финансирования, техникум был закрыт по распоряжению Главпрофобра. В то время в нем числилось 50 студентов и 14 преподавателей 
15 мая 1922 года техникум возобновил свою работу  в Луганске в бывшем доме купца Васнева. Летом 1923 года была закончена электрификация здания техникума в Александровке и продолжился его ремонт, что позволило в конце апреля 1924 года полностью приступить там к занятиям двум курсам. Студентов в техникуме числилось 120 человек. В это время техникум располагал 137 десятинами полевой земли, 10 десятинами сада, 10 десятинами огорода, имелись также — 10 коров, два бугая, 7 свиноматок, три кнура.
Переезд сельхозтехникума из Луганска за город, привёл к массовому переводу его студентов в другие техникумы Луганска. В сентябре 1924 года состав студенчества техникума пополнился выпуском Таганрогской сельхозпрофшколы, и достиг 100 человек.
Летом 1925 года, из-за недостатка средств, Луганским окрисполкомом перед Наркомпросом поднимался вопрос о закрытии техникума , который в то время финансировался из местного бюджета, но этого удалось избежать – техникум стал содержаться на средства госбюджета.
22 сентября 1926 года состоялся первый выпуск агрономов  – техникум окончило 38 человек.
В конце 1926 года Наркомпросом УССР было принято решение о выделении в 1927 году средств для расширения луганского с.х. техникума . 29 мая 1927 года на опытном поле состоялась торжественная закладка  нового корпуса техникума, рассчитанного на 150 учащихся.
В августе 1928 года техникум был преобразован в институт полеводства . В ноябре того же года было построено новое трёхэтажное здание института .
Для расширения состава в институт были переведены студенты старших курсов закрытых Мигеевского и Цурюпинского техникумов.
Осенью 1930 года он был переименован в институт овощеводства. В 1934 году снова переименован теперь уже в институт плодоовощеводства с учебно-опытным хозяйством, а 1936 году — в сельскохозяйственный институт.
В 1938 году делегация во главе с ректором института Всеволодом Скороходом посетила город Козлов для встречи с выдающимся ученым-агрономом Иваном Мичуриным и привезла в Луганск много редких сортов плодовых деревьев и кусов для распространения в Донбассе.
В годы Великой Отечественной войны Институт находился в эвакуации в Ленинабаде Таджикской ССР. Послевоенное развитие вуза шло в сторону постоянного расширения: в 1959 был открыт экономический факультет, в 1970 - зооинженерный, в 1974 - сельскохозяйственного строительбства.
В марте 1950 года на должность Начальника военной кафедры при Ворошиловградском сельскохозяйственном институте был назначен генерал-лейтенант Николай Михайлович Дрейер.
20 октября 2014 году Министерство аграрной политики и продовольствия Украины в связи с вооруженным конфликтом на востоке страны решили перевести университет на новую базу – Харьковского национального технического университета сельского хозяйства им. Петра Василенка.
Часть профессорско-преподавательского состава, сотрудников и студентов во главе с ректором В. Г.Ткаченко решили остаться учиться и работать в Луганске.

## Исторические названия
- Ворошиловградский сельскохозяйственный институт
- Луганский государственный сельскохозяйственный институт
- Луганский государственный аграрный университет
- Луганский национальный аграрный университет

## Структура
В структуру университета входят: 2 факультета, 4 учебно-научных института, 2 общеуниверситетские кафедры, 4 обособленных структурных подразделений, а также учебный центр подготовки, переподготовки и повышения квалификации кадров:

### Факультеты

#### Экономический
- 051 "Экономика";
- 071 "Учет и аудит";
- 072 "Финансы, банковское дело и страхование";
- 073 "Менеджмент;
- 075 "Маркетинг";
- 076 "Предпринимательство, торговля и биржевая деятельность";

### Учебно-научные институты
Учебно-научный институт биологических и пищевых технологий:
- 204 "Технология производства и переработки продукции животноводства";
- 101 "Экология";
- 181 "Пищевые технологии".

#### Учебно-научный институт агрономии
- 201 "Агрономия";
- 205 "Лесное хозяйство";

#### Учебно-научный институт механизации сельского хозяйства
- 208 "Агроинженерия";

#### Учебно-научный институт строительства
- 192 "Строительство и гражданская инженерия";
- 193 Геодезия и землеустройство";

#### Учебно-научный институт ветеринарной медицины
- 211 "Ветеринарная медицина";

### Обособленные структурные подразделения
- "Донецкий колледж Луганского национального аграрного университета[12]";
- "Константиновский колледж Луганского национального аграрного университета[13]";
- Славянский колледж Луганского национального аграрного университета[14]";
- Старобельский колледж Луганского национального аграрного университета[15]".

Вместе с факультетами и учебно-научными институтами существуют также и общеуниверситетские кафедры: кафедра общеобразовательных дисциплин и кафедра историко-философских дисциплин.

## Профессорско-преподавательский состав
В университете работает более 350 высококвалифицированных преподавателей. Из них 80 % имеют научные степени и ученые звания.

## Руководители
- Всеволод Григорьевич Скороход 1938
- Иван Москалец 1940-1942
- Семен Кравченко 1942-1943
- Николай Вовк 1956-1969
- Василий Семенович Кочетков 1973-1996
- Валентина Григорьевна Ткаченко 1996-2016, 2017-2019
- Вадим Петрович Матвеев и.о. в январе-апреле 2017, с февраля 2020
- Михаил Вильевич Орешкин и.о в 2017

## Награды и репутация
Луганский национальный аграрный университет принимает участие у разнообразных рейтингах высших учебных заведений Украины и мира, а именно: входит в академический рейтинг высших учебных заведений Министерства образования и науки Украины, который проводит центр международных проектов "Еврообразование" в партнерстве с международной группой экспертов IREG Observatory on Academic Ranking and Excellence "Топ-200 Украины 2018", также университет вошел в рейтинг топ-200 консолидированных высших учебных заведений Украины 2018 года.
Студенты Луганского национального аграрного университета являются победителями в множественных спортивных, академических, культурных и других мероприятиях Харькова, Харьковской области и Украины в целом.

## Известные выпускники и преподаватели
- Веня Д’ркин (1970-1999) — музыкант, певец
- Грабовец, Анатолий Иванович (1939) — российский и украинский учёный-растениевод, специалист по селекции и семеноводству полевых культур. Член-корреспондент РАН, РАСХН, академик Национальной академии аграрных наук Украины, доктор сельскохозяйственных наук, заслуженный агроном РСФСР.
- Гапочка, Николай Михайлович (1951) — политик
- Паяцыка, Владимир Викторович (1902-2000) — нач. Республиканской и Союзной конторы Сортсемовощ, нач. Главного управления картофеля и овощей (Минсельхоз СССР), первый редактор журнала "Картофель и овощи"
- Савченко, Николай Аникеевич (1903-1985) — селекционер, профессор, доктор наук